# Toy Story 2 - Woody e Buzz alla riscossa
Toy Story 2 - Woody e Buzz alla riscossa (Toy Story 2) è un film d'animazione statunitense del 1999 diretto da John Lasseter e co-diretto da Lee Unkrich e Ash Brannon.
È il 3º lungometraggio della Pixar Animation Studios, secondo film della serie di Toy Story e quindi sequel di Toy Story - Il mondo dei giocattoli (1995). Ripropone gli stessi personaggi del primo film, aggiungendone di nuovi: il cast vocale si compone di Tom Hanks, Joan Cusack, Tim Allen, Annie Potts, Don Rickles, Kelsey Grammer, Estelle Harris, Jeff Pigdeon e Andrew Stanton.
Nonostante le difficoltà di produzione, Toy Story 2 è uscito il 24 novembre 1999, rivelandosi un grande successo al botteghino incassando oltre 480 milioni di dollari. La pellicola è stata apprezzata anche della critica che lo considera uno dei pochi sequel superiori all'originale in termini di qualità[1] ed è spesso presente nelle liste dei più grandi film d'animazione mai realizzati. Sul sito web Rotten Tomatoes ha bissato l'indice di gradimento del 100% come il suo predecessore. 
Vincitore del Golden Globe per il miglior film commedia o musicale, ebbe una nomination anche agli Oscar del 2000 per la miglior canzone ("When she loved me", nell'edizione italiana "Quando lei mi amava", di Randy Newman). Come accadde però per il primo capitolo della saga, vennero però vinti da un altro film Disney uscito lo stesso anno (You'll Be In My Heart di Phil Collins, per il film Tarzan).

## Trama
Lo sceriffo Woody, il giocattolo preferito di Andy, deve partire insieme al suo proprietario per un campo estivo a tema western. Mentre gioca con lui prima della partenza, però, il bambino gli strappa involontariamente il braccio destro e così, per non rischiare di danneggiarlo ulteriormente, lo lascia a casa, mettendolo su uno scaffale della cameretta in mezzo alla polvere, dove ci sono i giocattoli non più usati. Woody, con tristezza, pensa che, a causa della sua menomazione, Andy non vorrà più giocare con lui. Dopo aver avuto un incubo in cui viene gettato nella spazzatura proprio da Andy, Woody incontra Wheezy, un pinguino giocattolo suo vecchio amico, a cui si era rotto il fischietto molto tempo prima e che a seguito di ciò era stato abbandonato sullo scaffale senza mai essere riparato, cosa che ovviamente non fa che aumentare le preoccupazioni dello sceriffo.
Mentre Andy è al campo estivo, sua madre allestisce davanti a casa un mercatino dove vendere gli oggetti non più utilizzati, compresi Wheezy e altri vecchi giocattoli del figlio. Volendo salvare l'amico, Woody raggiunge il giardino ricorrendo all'aiuto di Buster, il cane di famiglia; dopo aver recuperato il pinguino la missione sembra compiuta, ma nel tragitto di ritorno lo sceriffo scivola dal dorso del cane e cade a terra. Sul posto in quel momento è presente un disonesto venditore e collezionista di giocattoli di nome Al McWhiggin, che nota Woody e riconosce in lui un giocattolo molto prezioso. Nonostante Al offra molti soldi per il cowboy, la mamma di Andy rifiuta di venderglielo, quindi l'uomo, con uno stratagemma, distrae la donna e porta via Woody. Buzz, nel tentativo di salvare l'amico, recupera una piuma caduta dalla macchina del rapitore e, insieme agli altri giocattoli, scopre che egli è l'uomo che, in uno spot televisivo, pubblicizza travestito da gallina La fattoria dei giocattoli di Al, un supermercato specializzato in giocattoli di sua proprietà. Buzz e gli altri giocattoli partono alla ricerca di Woody, tranne Mrs. Potato e alcuni di loro che restano in camera di Andy in attesa del loro ritorno.
Una volta giunto a casa di Al, intanto, Woody conosce altri tre pupazzi a tema western: una energica cowgirl di nome Jessie, un affettuoso cavallo di nome Bullseye e un cercatore d'oro di nome Stinky Pete. I tre lo accolgono con grande entusiasmo e gli raccontano che in passato era stato un giocattolo molto famoso: Woody era infatti il protagonista di una vecchia serie televisiva di marionette intitolata Woody e gli amici del West, che riscosse un grande successo, al punto che venne commercializzata una grande quantità di giocattoli e articoli ad essa collegata, fino a quando nel 1957 il programma fu improvvisamente cancellato ad un solo episodio dalla fine, per via del lancio dello Sputnik, che dirottò l'interesse generale dei bambini dai giocattoli sul West a quelli spaziali. Lo sceriffo è inizialmente felice per la scoperta, ma poco dopo i nuovi compagni gli rivelano che, ora che la collezione è completa, Al avrebbe intenzione di venderla a un noto museo di giocattoli di Tokyo. Woody si oppone fermamente a tale prospettiva, non volendo rinunciare a stare con Andy, e Jessie si dispera nell'apprendere tale rifiuto, terrorizzata dall'idea di finire di nuovo rinchiusa in magazzino, con Woody che cerca di far valere le proprie ragioni senza successo. Nel frattempo Al si è rivolto a Geri, un anziano riparatore di giocattoli, per riattaccare il braccio di Woody e sottoporlo a un restauro generale; una volta finito l'intervento, il cowboy si appresta a tornare da Andy. Stinky Pete, tuttavia, gli dice che ben presto Andy crescerà e lo dimenticherà per sempre, mentre al museo sarebbe per sempre un giocattolo famoso ed ammirato da centinaia di bambini. Jessie, inoltre, racconta che anche lei in origine era di proprietà di una bambina, di nome Emily, che da un momento all'altro, crescendo e ricevendo nuovi giocattoli, l'ha dimenticata. Di fronte a tali considerazioni, tanto dure quanto veritiere, Woody acconsente ad andare in Giappone con loro.
I giocattoli di Andy, nel frattempo, continuano la ricerca di Woody. Dopo varie peripezie affrontate nell'insidioso traffico cittadino, riescono a irrompere nell'appartamento di Al attraverso il condotto d'aerazione ed invitano Woody a tornare a casa con loro, ma il cowboy, ormai convinto del futuro che lo aspetta e non volendo che i suoi nuovi amici vengano abbandonati, rifiuta di tornare a casa. Poco dopo, tuttavia, guardando un bambino che gioca con la sua marionetta al termine di un episodio della sua vecchia serie televisiva, lo sceriffo capisce che per lui l'affetto di Andy nei suoi confronti è molto più importante della fama o della gloria eterna, quindi si ricrede e richiama a gran voce i suoi vecchi amici, che intanto se ne stavano andando via tristi e sconsolati e si dimostrano estremamente felici di riaverlo fra loro. Sicuro del fatto che Andy li accoglierà con gioia, tenta di convincere anche Jessie, Bullseye e Stinky Pete a seguirlo: la cowgirl e il cavallo accettano entusiasti, ma il cercatore d'oro non glielo permette e blocca la grata del condotto. In quel momento Al fa ritorno, infila Woody, Jessie, Bullseye e Stinky Pete in valigia e si avvia verso l'aeroporto per partire per il Giappone. 
I giocattoli di Andy escono dunque dal palazzo e rubano un furgone della pizzeria Pizza Planet, con cui raggiungono l'aeroporto. Arrivati a destinazione, entrano nel sistema di movimentazione e smistamento dei bagagli e individuano, seppur con varie difficoltà, la valigia in cui è contenuto Woody; Buzz la apre per liberarlo, ma viene cacciato in malo modo da Stinky Pete, che viene a sua volta placcato da Woody. Il cercatore d'oro, con il suo piccone, squarcia il braccio riparato di Woody e lo minaccia di farlo a pezzi per non farlo fuggire. Buzz e gli altri giocattoli riescono a neutralizzare Stinky Pete per il rotto della cuffia utilizzando i flash di due macchine fotografiche trovate in un altro bagaglio (molto simile alla valigia di Al) e lo infilano nella borsetta di una bambina, in cui si trova già una bambola Barbie dal volto completamente scarabocchiato. Woody e Buzz, in groppa a Bullseye, si lanciano in soccorso di Jessie mentre la valigia in cui è ancora prigioniera viene trasportata insieme alle altre verso l'aereo per l'imbarco; riusciranno a salvare la cowgirl appena un attimo prima che l'aereo si stacchi da terra per il decollo.
Il gruppo di giocattoli, finalmente, fa ritorno a casa: Andy, rientrato dal campo estivo, resta piacevolmente sorpreso nel trovare i nuovi giocattoli, credendo che siano regali della madre. Nei giorni successivi, il braccio danneggiato di Woody viene ricucito con cura dallo stesso Andy, risultando persino più resistente di prima. Tra Buzz e Jessie comincia intanto a nascere un legame speciale, che lascia intravedere un dolce sentimento reciproco.
In una breve sequenza, viene mostrato Al, caduto in rovina dopo la perdita dei suoi "pezzi da novanta" destinati al museo di Tokyo ed intento a svendere giocattoli a prezzi stracciati nel suo negozio. Il film si conclude con Wheezy, finalmente riparato grazie a un nuovo fischietto, che regala a tutti un’esibizione di "Hai un amico in me", chiudendo la storia con un tono gioioso e appagante.

## Personaggi introdotti
- Jessie: protagonista femminile del film, è una cowgirl che Woody incontra nell'appartamento di Al. Agile e iperattiva, all'inizio litiga con Woody per il fatto che quest'ultimo voleva tornare da Andy, il suo padroncino, e si rifiutava di andare al museo di Tokyo a cui Al li avrebbe venduti per farli esporre, guadagnando tanti soldi. Inizialmente odia i bambini, in quanto la sua padroncina Emily, una volta cresciuta, l'aveva abbandonata. Quando, alla fine, capirà che Andy è diverso, cambierà idea e diventerà la migliore amica di Woody e deciderà di rimanere con lui e gli altri amici.
- Stinky Pete: l'antagonista principale del film, è un anziano cercatore d'oro. Non è mai stato nemmeno estratto dalla confezione che lo contiene, quindi vede la sua esposizione al museo di Tokyo come un'occasione per essere finalmente considerato da qualcuno, assieme a Jessie, Bullseye e Woody. Inizialmente buono, saggio e tranquillo, verso la fine del film si rivela essere malvagio, crudele ed egoista, tentando di ostacolare Woody che cerca di ritornare a casa. Alla fine, però, viene sconfitto dai giocattoli amici di Woody.
- Bullseye: è il cavallo di Woody; compare anche in Toy Story 3 - La grande fuga e Toy Story 4. Dolce ed affettuoso, non parla mai e riesce a farsi capire solamente grazie ai suoi movimenti e alle sue espressioni.
- Mrs. Potato: è la moglie di Mr. Potato; compare anche nella terza e quarta pellicola.
- Al McWiggin: uno degli antagonisti del film, è un avido e disonesto commerciante e collezionista di giocattoli, proprietario di un grande supermercato specializzato in giocattoli, "La fattoria dei giocattoli di Al", che rapisce Woody riconoscendo in lui un prezioso pupazzo della serie televisiva Woody e gli amici del West.
- Falso Buzz: è identico a Buzz tranne per la cintura antigravitazionale e il fatto che non ha la scritta del nome di Andy sotto la suola destra. Intrappola il vero Buzz nella sua confezione credendolo una spia. A un certo punto il suo acerrimo nemico, l'Imperatore Zurg, gli rivela di essere suo padre, scioccandolo. Quest'ultima rivelazione è un'evidente citazione alla celebre frase "No, io sono tuo padre" che Dart Fener dice a Luke Skywalker nel quinto capitolo della saga di Star Wars. Alla fine i due si ricongiungono.
- Barbie: è una bambola Barbie che funge da guida turistica nella "Fattoria dei giocattoli di Al"; compare anche nella terza pellicola.
- Imperatore Zurg: è l'antagonista terziario del film; è il malvagio e crudele imperatore arcinemico di Buzz Lightyear, presente nei videogame dedicati allo Space Ranger. Durante il corso del film, Rex vuole fare i tentativi per sconfiggerlo una volta per tutte.
- Buster: è il cane da compagnia di Andy, un cucciolo molto vivace e affezionato a Woody; aiuta il cowboy a intrufolarsi nel mercatino organizzato dalla madre di Andy per salvare il pinguino Wheezy. Comparirà anche nella terza pellicola, ormai invecchiato.
- Wheezy: è un pupazzo a forma di pinguino, amico di Woody, il cui fischietto in gola si è rotto e che per tale motivo, dopo essere stato abbandonato sullo scaffale, rischia di essere venduto. Per fortuna Woody riesce a salvarlo e alla fine Wheezy, dopo esser stato riparato, canta la canzone Hai un amico in me.

## Produzione

### Sviluppo
Si cominciò a parlare di un sequel di Toy Story già da un mese dopo l'uscita in sala del film, nel dicembre 1995. Pochi giorni dopo l'uscita del film, John Lasseter stava viaggiando con la sua famiglia e trovò un ragazzino che stringeva una bambola dello sceriffo Woody in un aeroporto. Lasseter ha descritto come l'entusiasmo del ragazzo nel mostrarlo a suo padre lo abbia toccato profondamente e lo abbia portato a rendersi conto che il suo personaggio non apparteneva più solo a lui ma apparteneva anche ad altri. Il ricordo è stato un fattore determinante nella produzione di Toy Story 2, con Lasseter che si è mosso per creare un grande film per quel bambino e per tutti gli altri che amavano i personaggi.
Ed Catmull, Lasseter e Ralph Guggenheim fecero visita a Joe Roth, successore di Jeffrey Katzenberg, recentemente estromesso dalla carica di presidente dei Walt Disney Studios. Poco dopo, Roth era contento e ha abbracciato l'idea di un sequel. La Disney aveva recentemente iniziato a realizzare sequel direct-to-video per i suoi film di successo e Roth voleva gestire anche il sequel di Toy Story in questo modo. Le versioni precedenti, come il sequel di Aladdin del 1994, Il ritorno di Jafar, avevano restituito circa 100 milioni di dollari di profitti.
Inizialmente, tutto ciò che riguardava il sequel era incerto: se gli attori Tom Hanks e Tim Allen sarebbero stati disponibili e convenienti, quale sarebbe stata la premessa della storia e anche se il film sarebbe stato animato al computer dalla Pixar o disegnato tradizionalmente a mano. Lasseter considerava il progetto un'opportunità per coltivare nuovi talenti alla regia, poiché le migliori scelte erano già immerse in altri progetti (Andrew Stanton come co-regista in A Bug's Life e Pete Docter come regista di Monsters & Co). Lasseter si rivolse invece ad Ash Brannon, un giovane animatore alla regia di Toy Story di cui ammirava il lavoro. Brannon, un laureato alla CalArts, è entrato a far parte del team di Toy Story nel 1993. Disney e Pixar hanno annunciato ufficialmente il sequel in un comunicato stampa il 12 marzo 1997.

### Storia
L'intenzione di Lasseter con un sequel era rispettare il film originale e creare di nuovo quel mondo. La storia ha avuto origine con lui che si chiedeva cosa troverebbe sconvolgente un giocattolo, come si sentirebbe un giocattolo se un bambino non giocasse con lui o, peggio, se un bambino dovesse rimuoverlo dai suoi ricordi. Brannon ha suggerito l'idea di una svendita in cui il collezionista riconosce Woody come un raro manufatto. Il concetto di Woody come set da collezione è venuto dalla bozza della storia di A Tin Toy Christmas, un originale speciale di mezz'ora presentato dalla Pixar alla Disney nel 1990. L'ossessivo collezionista di giocattoli di nome Al McWhiggin, che era apparso in una bozza di Toy Story ma è stato successivamente cancellato, è stato inserito nel film. Lasseter ha affermato che Al è stato ispirato da se stesso.
I personaggi secondari del set di Woody sono stati ispirati dagli spettacoli western e di marionette per bambini degli anni '40 e '50, come Four Feather Falls, Hopalong Cassidy e Howdy Doody. Lo sviluppo di Jessie è stato acceso dalla moglie di Lasseter, Nancy, che lo ha spinto a includere un forte personaggio femminile nel sequel, uno con più sostanza di Bo Peep. L'ambito del Toy Story originale era di base e si estendeva solo su due case residenziali, strade e una catena di ristoranti, mentre Toy Story 2 è stato descritto da Unkrich come qualcosa "dappertutto".
Per rendere il progetto adatto alle sale, Lasseter avrebbe dovuto aggiungere circa 12 minuti di materiale e rafforzare ciò che era già lì. Il materiale extra rappresentò una sfida poiché non doveva essere una semplice imbottitura. Con la data di consegna prevista a meno di un anno di distanza, Lasseter chiamò Stanton, Docter, Joe Ranft e alcune persone di storie Disney a casa sua per un fine settimana. Lì, ha ospitato quello che ha definito un "vertice sulla storia", un esercizio accelerato che avrebbe prodotto una storia finita in soli due giorni.
Tornato in ufficio quel lunedì, Lasseter riunì l'azienda in una sala di proiezione e presentò la versione rivista di Toy Story 2 dall'esposizione alla risoluzione. Gli elementi della storia sono stati riciclati dalle bozze originali del primo Toy Story. La sequenza di apertura originale del primo film prevedeva un cartone animato di Buzz Lightyear in televisione, che si è evoluto nel videogioco di Buzz Lightyear che sarebbe stato mostrato nella scena di apertura di Toy Story 2. Una scena eliminata da Toy Story, con Woody che ha un incubo che lo coinvolge mentre viene gettato in un bidone della spazzatura, è stata incorporata in una forma più mite per rappresentare la paura di Woody di perdere Andy. L'idea di un pinguino giocattolo con fischietto rotto, nel film chiamato Wheezy, è riemersa anche da una prima versione di Toy Story.

### Animazione
Quando la storia si avvicinava alla fase di produzione all'inizio del 1997, non era chiaro se la Pixar avrebbe prodotto il film, poiché l'intero team di 300 persone era impegnato a lavorare su A Bug's Life per un'uscita nel 1998. L'Interactive Products Group, con uno staff di 95 persone, aveva i suoi animatori, reparto artistico e ingegneri. Steve Jobs decise di chiudere l'attività dei giochi per computer e lo staff è diventato il nucleo iniziale del team di produzione di Toy Story 2.
Prima del passaggio dalla diretta al video al lungometraggio, la troupe di Toy Story 2 era stata da sola, collocata in un nuovo edificio ben separato dal resto dell'azienda da binari. I modelli dei personaggi hanno ricevuto importanti aggiornamenti internamente e gli shader sono stati sottoposti a revisioni per apportare sottili miglioramenti. Il team ha liberamente preso in prestito modelli da altre produzioni, come Geri dal cortometraggio della Pixar del 1997 Il gioco di Geri, che è diventato il riparatore in Toy Story 2. Il supervisore all'animazione Glenn McQueen ha ispirato gli animatori a fare un lavoro spettacolare nel breve lasso di tempo concesso, assegnando inquadrature diverse per soddisfare i punti di forza di ogni animatore.
Durante la produzione del primo Toy Story, la troupe è stata attenta nel creare nuove ambientazioni, lavorando all'interno della tecnologia disponibile in quel momento. Al momento della produzione di Toy Story 2, la tecnologia era ulteriormente avanzata per consentire riprese della telecamera più complicate di quanto fosse possibile nel primo film. Nel realizzare il sequel, il team della Pixar non voleva allontanarsi troppo dall'aspetto del primo film, ma la società aveva sviluppato molti nuovi software da quando il primo film era stato completato. Per ottenere la polvere visibile dopo che Woody è stato posizionato sopra uno scaffale, la troupe ha dovuto affrontare la sfida di animare la polvere, un compito incredibilmente difficile. Dopo molte sperimentazioni, una minuscola particella di polvere è stata animata e il computer ha distribuito quell'immagine su tutto lo scaffale. Oltre due milioni di particelle di polvere sono presenti sullo scaffale del film completato. Stessa sfida con la polvere venne mostrata insieme a Jessie, dimenticata sotto il letto dalla padroncina Emily.

### Produzione problematica
La Disney non è rimasta soddisfatta del ritmo del lavoro sul film e nel giugno 1997 ha chiesto che Guggenheim fosse sostituito come produttore e la Pixar ha obbedito. Di conseguenza, Karen Jackson e Helene Plotkin, produttrici associate, sono passate al ruolo di co-produttrici. Lasseter sarebbe rimasto completamente occupato per A Bug's Life fino a quando non sarebbe completato in autunno. Una volta disponibile, ha assunto le funzioni di regia e ha aggiunto Lee Unkrich come co-regista. Unkrich, anche lui fresco di supervisione al montaggio di A Bug's Life, si concentrò sull'impaginazione e sulla fotografia, mentre Brannon sarebbe stato accreditato come co-regista.
Nel novembre 1997, i dirigenti della Disney Roth e Peter Schneider videro le bobine della storia del film, con alcune animazioni finite, in una sala di proiezione della Pixar. Rimasero colpiti dalla qualità del lavoro e si interessarono all'uscita di Toy Story 2 nei cinema. Oltre all'inaspettato calibro artistico, c'erano altri motivi che rendevano più convincente la tesi per un'uscita nelle sale. L'economia di una versione Pixar direct-to-video non stava funzionando come sperato grazie agli stipendi più alti della troupe. Dopo le negoziazioni, Jobs e Roth hanno convenuto che la divisione di costi e profitti per Toy Story 2 avrebbe seguito il modello di un accordo di cinque film appena creato, ma Toy Story 2 non conterebbe come uno dei cinque film. La Disney aveva contrattato nel contratto cinque lungometraggi originali, non sequel, assicurando così cinque set di nuovi personaggi per i suoi parchi a tema e merchandise. Jobs ha riunito la troupe e ha annunciato il cambiamento nei piani per il film il 5 febbraio 1998.
Il lavoro svolto sul film fino a oggi è andato quasi perso nel 1998 quando uno degli animatori, mentre cancellava regolarmente alcuni file, ha inserito accidentalmente il codice /bin/rm -r -f * del comando di eliminazione nella cartella principale di risorse di Toy Story 2 sui server interni della Pixar. Il direttore tecnico associato Oren Jacob è stato uno dei primi a notare che i modelli dei personaggi sono scomparsi dai loro lavori in corso. Hanno spento i file server ma avevano già perso il 90% degli ultimi due anni di lavoro e si è anche scoperto che i backup non funzionavano da circa un mese. Il film è stato salvato quando la direttrice tecnica Galyn Susman, che aveva lavorato da casa per prendersi cura del suo bambino appena nato, ha rivelato di avere dei backup delle risorse sul suo computer di casa. Il team Pixar è stato in grado di recuperare quasi tutti i beni perduti, salvo alcuni ultimi giorni di lavoro, consentendo al film di procedere.
Molti membri dello staff creativo della Pixar non erano contenti di come stava andando il sequel. Al ritorno dalla promozione europea di A Bug's Life, Lasseter guardò le bobine di sviluppo e ha convenuto che non funzionava. La Pixar ha incontrato la Disney, dicendo loro che il film avrebbe dovuto essere rifatto. La Disney non era d'accordo e ha notato che la Pixar non aveva abbastanza tempo per rifare il film prima della data di uscita stabilita. La Pixar ha deciso che semplicemente non potevano permettere che il film venisse distribuito nel suo stato esistente e ha chiesto a Lasseter di rilevare la produzione. Lasseter ha accettato e ha reclutato il team creativo del primo film per rielaborare la storia. Per rispettare la scadenza della Disney, la Pixar ha dovuto completare l'intero film in nove mesi. Unkrich, preoccupato per la diminuzione del tempo rimanente, chiese a Jobs se la data di rilascio potesse essere posticipata. Jobs ha spiegato che non c'era scelta, presumibilmente in riferimento ai licenziatari e ai partner di marketing del film, che stavano preparando giocattoli e promozioni.
Brannon si concentrò sullo sviluppo, la storia e l'animazione, Lasseter era responsabile dell'arte, della modellazione e dell'illuminazione e Unkrich si è occupato della redazione e del layout. Dal momento che si incontravano quotidianamente per discutere tra di loro i loro progressi (volevano assicurarsi che stessero procedendo tutti nella stessa direzione), i confini delle loro responsabilità si sovrapponevano. Come era comune con i film Pixar, la produzione è diventata difficile poiché le date di consegna incombevano e le ore inevitabilmente si allungavano. Tuttavia, Toy Story 2, con il suo programma di produzione altamente compresso, è stato particolarmente impegnativo. Mentre il duro lavoro e le lunghe ore erano comuni alla squadra a quel punto (soprattutto per Lasseter), correre a tutto gas su Toy Story 2 mese per mese ha cominciato a farsi sentire. Il superlavoro si è trasformato in sindrome del tunnel carpale per alcuni animatori, e lesioni da sforzo ripetitivo per altri. Catmull avrebbe poi rivelato che "un terzo completo dello staff" finì con una qualche forma di RSI al termine del film. La Pixar non incoraggiava le ore lunghe e, di fatto, fissava dei limiti al numero di ore di lavoro dei dipendenti, approvando o disapprovando gli straordinari. Le compulsioni autoimposte dei dipendenti a eccellere spesso prevalevano su qualsiasi altro vincolo ed erano particolarmente comuni ai dipendenti più giovani. In un caso, un animatore una mattina si era dimenticato di accompagnare il bambino all'asilo nido e, in una confusione mentale, aveva dimenticato il bambino sul sedile posteriore della sua auto nel parcheggio. "Sebbene la rapida azione dei soccorritori abbia evitato il peggio, l'incidente è diventato un orribile indicatore del fatto che alcuni membri dell'equipaggio stavano lavorando troppo", ha scritto David Price nel suo libro del 2008 The Pixar Touch.

## Musica
Randy Newman, che ha composto e diretto la musica per il film originale Toy Story, è tornato per realizzare la colonna sonora del sequel. Ha scritto due canzoni originali - "When She Loved Me", eseguita da Sarah McLachlan, e "Woody's Roundup", eseguita da Riders in the Sky - oltre a comporre la colonna sonora. È stata riutilizzata anche la canzone di Toy Story , "You've Got a Friend in Me". È stata cantata in due momenti diversi durante il film da Tom Hanks nei panni di Woody e Robert Goulet, la voce cantante di Wheezy. La colonna sonora pubblicata dalla Walt Disney Records il 9 novembre 1999.

## Distribuzione

### Data di uscita
È uscito negli Stati Uniti d'America il 24 novembre 1999, e in Italia l'11 febbraio 2000.

### Edizione italiana
La direzione del doppiaggio e i dialoghi italiani sono a cura di Carlo Valli, assistito da Isabella Marucci, per conto della Cast Doppiaggio srl. La sonorizzazione, invece, venne affidata alla International Recording.
I testi italiani delle canzoni furono affidati a Michele Centonze.

### Edizioni home video
In Italia il film è uscito in videocassetta e DVD il 25 ottobre 2000.

## Accoglienza

### Incassi
È il film d'animazione con il maggior incasso del 1999, guadagnando $ 245,9 milioni negli Stati Uniti e in Canada e $ 241,2 milioni in altri paesi, per un totale di $ 487 milioni in tutto il mondo (a fronte di un budget di $ 90 milioni). È stato all'epoca il terzo film d'animazione con il maggior incasso di sempre (dietro Il re leone e Aladdin). Box Office Mojo stima che il film abbia venduto oltre 47,8 milioni di biglietti nel Nord America. Ha stabilito un record di apertura di 3 giorni nel Regno Unito, incassando 7,7 milioni di sterline.

### Critica
Il film è stato accolto positivamente dalla critica cinematografica. L'aggregatore di recensioni Rotten Tomatoes riporta una percentuale di gradimento del 100% con un voto medio di 8,70/10, basandosi su 169 recensioni; il consenso critico del sito recita: "Il raro sequel che probabilmente migliora il suo predecessore, Toy Story 2 - Woody e Buzz alla riscossa utilizza una narrazione inventiva, splendide animazioni e un cast di talento per offrire un'altra ricca esperienza cinematografica per tutte le età". Il sito Metacritic attribuisce al film un punteggio di 88 su 100 in base a 34 recensioni, indicando un "plauso universale".
Dopo aver visto il film, Chuck Jones ha scritto una lettera a John Lasseter, definendo il film "meraviglioso" e "splendidamente animato", e dicendo a Lasseter che stava "portando avanti la causa dell'animazione classica in un modo nuovo ed efficace." Lasseter, a sua volta un ammiratore personale di Jones, ha fatto incorniciare la lettera a casa sua.

## Riconoscimenti
- 2000 - Premio Oscar
  - Candidatura per la miglior canzone (When She Loved Me) a Randy Newman
- 2000 - Golden Globe
  - Miglior film commedia o musicale
  - Candidatura per la migliore canzone originale (When She Loved Me) a Randy Newman
- 2000 - Saturn Award
  - Candidatura per il miglior film fantasy
  - Candidatura per la miglior colonna sonora a Randy Newman
- 2000 - Annie Award
  - Miglior film d'animazione
  - Miglior regia a John Lasseter, Lee Unkrich e Ash Brannon
  - Miglior voce femminile a Joan Cusack
  - Miglior voce maschile a Tim Allen
  - Miglior sceneggiatura a Doug Chamberlin, Rita Hsiao, Pete Docter, Andrew Stanton, Ash Brannon, John Lasseter e Chris Webb
  - Miglior colonna sonora a Randy Newman
  - Miglior storyboarding a Dan Jeup e Joe Ranft
  - Candidatura per la miglior animazione dei personaggi a Doug Sweetland
  - Candidatura per la miglior scenografia a William Cone e Jim Pearson
- 2000 - ASCAP Award
  - Film al Top del Box Office a Randy Newman
- 1999 - Awards Circuit Community Awards
  - Candidatura per la miglior sceneggiatura non originale a Pete Docter e John Lasseter
- 2000 - Blockbuster Entertainment Awards
  - Miglior film per la famiglia
- 2000 - Bogey Awards
  - Bogey Award
- 2000 - Critics' Choice Awards
  - Miglior film d'animazione
- 2000 - Artios Award
  - Candidatura per il miglior casting per un film d'animazione a Ruth Lambert
- 2000 - Dallas-Fort Worth Film Critics Association Award
  - Miglior film
- 2001 - Grammy Award
  - Miglior canzone (When She Loved Me) a Randy Newman
  - Candidatura per la miglior colonna sonora a Randy Newman

- 2000 - Kansas City Film Critics Circle Award
  - Miglior film d'animazione
- 2000 - Kids' Choice Award
  - Candidatura per il film preferito
  - Candidatura per la miglior voce a Tim Allen
  - Candidatura per la miglior voce a Tom Hanks
- 1999 - Las Vegas Film Critics Society Awards
  - Candidatura per il miglior film d'animazione
  - Candidatura per la miglior canzone (When She Loved Me)
- 2000 - Golden Reel Award
  - Candidatura per il miglior montaggio sonoro in un film d'animazione
  - Candidatura per il miglior montaggio sonoro negli effetti sonori
- 2000 - MTV Movie Awards
  - Candidatura per la miglior performance di gruppo a Tom Hanks e Tim Allen
- 1999 - New York Film Critics Circle Awards
  - Candidatura per il miglior film d'animazione
- 2000 - Online Film & Television Association
  - Miglior performance fuoricampo a Joan Cusack
  - Candidatura per il miglior film d'animazione a Karen Robert Jackson e Helene Plotkin
  - Candidatura per la miglior performance fuoricampo a Tim Allen
  - Candidatura per la miglior canzone originale (When She Loved Me) a Randy Newman e Sarah McLachlan
- 2000 - Online Film Critics Society Awards
  - Candidatura per il miglior film
  - Candidatura per la miglior sceneggiatura originale a John Lasseter e Pete Docter
- 2000 - Satellite Award
  - Miglior film d'animazione o a tecnica mista
  - Miglior canzone originale (When She Loved Me)
- 2000 - Southeastern Film Critics Association Awards
  - Candidatura per la miglior sceneggiatura originale a Andrew Stanton, Rita Hsiao, John Lasseter, Chris Webb e Pete Docter
- 2000 - Teen Choice Awards
  - Candidatura per il miglior fischio a Joan Cusack
- 2000 - Young Artist Award
  - Miglior film d'animazione per la famiglia

## Sequel
Nel 2010 e nel 2019, ha avuto 2 sequel: Toy Story 3 - La grande fuga e Toy Story 4.